# Алфанж, Дин
Дин А́лфанж (англ. Dean Alfange, имя при рождении — Константи́нос Алфандзи́с (греч. Κωνσταντίνος Αλφαντζής); 2 декабря 1897, Константинополь, Османская империя — 24 октября 1989, Манхэттен, Нью-Йорк, США) — американский адвокат, политический и общественный деятель. В разные годы являлся членом Демократической, Республиканской и Американской лейбористской партий, а также Либеральной партии Нью-Йорка, одним из основателей которой он был. Баллотировался в губернаторы Нью-Йорка (1942) и Палату представителей США (1941, 1948). На протяжении большей части своей жизни участвовал в деятельности греко-американских организаций, а также являлся активистом сионистских групп. Верховный Президент Ордена AHEPA (1927—1929). Будучи влиятельным лоббистом, наряду с авторитетным греко-американским бизнесменом Спиросом Скурасом работал над развитием и укреплением греческо-израильских и кипрско-израильских отношений, а также участвовал в деятельности «Общества помощи грекам в войне», оказывавшего гуманитарную помощь оккупированной нацистами Греции, которое возглавляли Скурас и архиепископ Американский Афинагор I. Видный либеральный правовед, поддерживавший концепции «судебного активизма» и «живой конституции».

## Биография

### Ранние годы, семья и образование
Константинос Алфандзис родился в Константинополе (Османская империя) в семье этнических греков.
В 1901 году, когда Константиносу было три года, семья Алфандзис иммигрировала в США, поселившись в штате Нью-Йорк. Дин вырос в городе Ютика.
В 1918 году окончил среднюю школу «Utica Free Academy», и в период Первой мировой войны вступил в Армию США.
В 1922 году с отличием окончил Колледж Гамильтона, где специализировался в философии. Являлся членом общества «Phi Beta Kappa». После окончания колледжа продолжал активно участвовать в его жизни: став лауреатом Мемориальной премии Теодора Рузвельта за свою книгу «The Supreme Court and the National Will» (1937), Алфанж передал её учебному заведению, учредив награду «Dean Alfange Essay Award», ежегодно вручаемую двум студентам за эссе о конституционном правительстве США.
В 1925 году окончил Школу права Колумбийского университета со степенью доктора юриспруденции (J.D.), и начал работать адвокатом на Манхэттене, открыв частную юридическую практику.

### Юридическая карьера
В 1925 году был принят в Американскую ассоциацию юристов.
Критиковал Верховный суд США за его трактовку программ «Нового курса» Франклина Рузвельта, настоятельно призывая суд встать на позиции более прогрессивного подхода к политике. По мнению Алфанжа, программы не следовало оценивать исключительно относительно их законности, но и исходя из их возможного морального и экономического влияния, а также общественного восприятия того периода.
Выступал в поддержку идеи «живой конституции» Гарри Трумэна.

### Политическая карьера

#### Демократическая партия
В 1940 году Франклин Рузвельт, в ходе своей третьей избирательной кампании на пост президента США, назначил Алфанжа председателем иноязычного бюро ораторов Демократической партии.
В 1941 году баллотировался в Палату представителей США от 17-го избирательного округа Нью-Йорка, однако уступил республиканцу Джозефу К. Болдуину, набравшему 16 690 голосов.

#### Американская лейбористская партия
В конце 1930-х годов Алфанж являлся руководителем Американской лейбористской партии, созданной по аналогии с британской профсоюзными и социалистическими активистами.
В 1940 году баллотировался в губернаторы Нью-Йорка, набрав 17,7 % голосов, что стало самым лучшим результатом среди всех кандидатов партии на уровне штатов, а также, благодаря расколу избирательных голосов, в значительной степени повлияло на победу республиканца Томаса Э. Дьюи. На этих выборах Алфанж получил поддержку мэра Нью-Йорка Фьорелло Ла Гуардиа.

#### Либеральная партия Нью-Йорка
В 1944 году Алфанж руководил демонстративным уходом с заседания против Лейбористской партии, когда про- и антикоммунистические фракции вступили в нарастающий конфликт. Результатом данного инцидента стало формирование Либеральной партии Нью-Йорка.

#### Республиканская партия
В начале 1970-х годов губернатор Нью-Йорка Нельсон О. Рокфеллер назначил Алфанжа главой Совета штата Нью-Йорк по гонкам и ставкам на события (сегодня — Игорная комиссия штата Нью-Йорк). Занимал эту должность до 1975 года, когда данный орган был ликвидирован губернатором Хью Кэри.
В поздние годы политической карьеры занимал пост заместителя генерального прокурора штата Нью-Йорк.

### Активизм

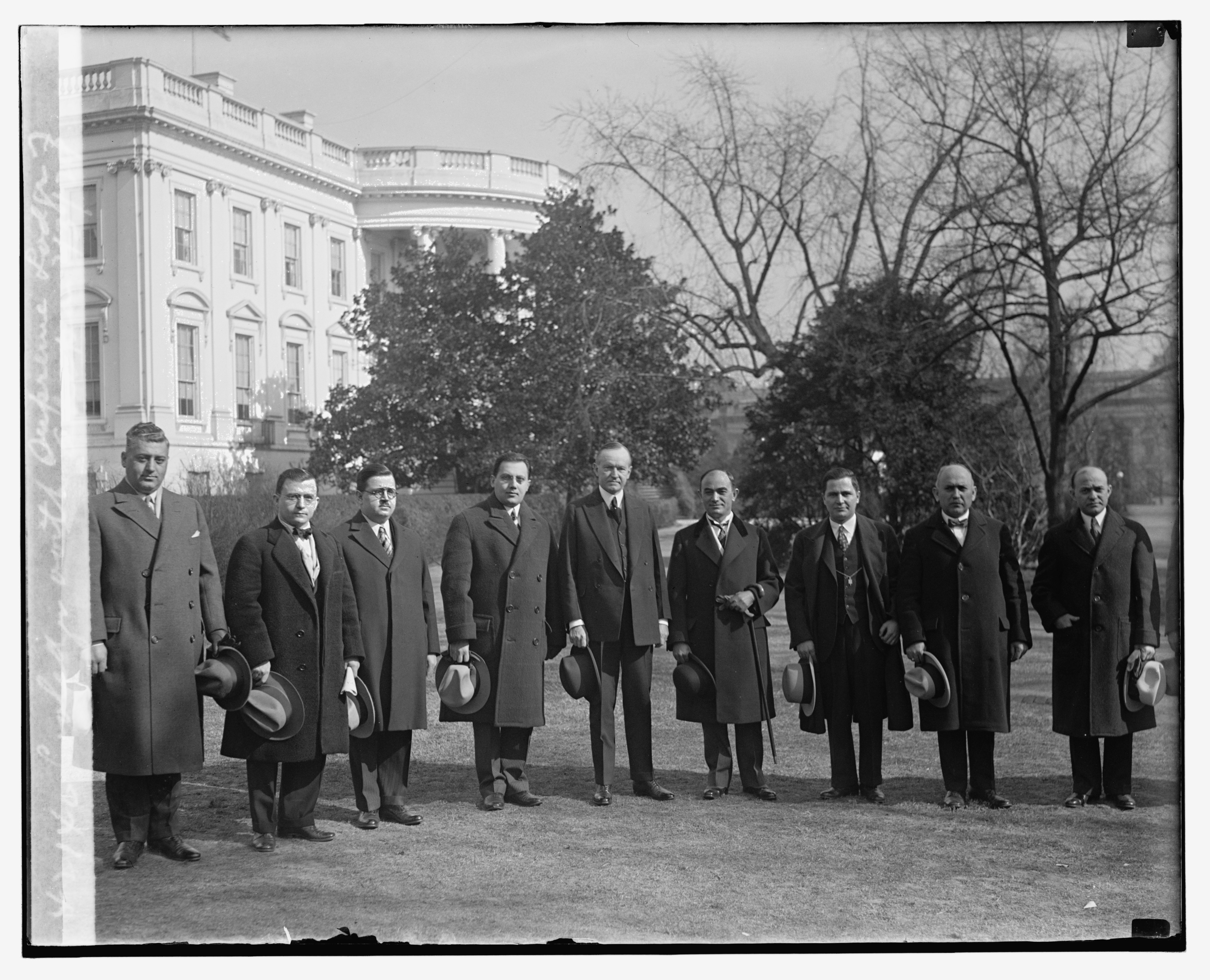
Президент США Калвин Кулидж (в центре) с офицерами Верхновной Ложи Ордена AHEPA (1929). По правую руку от Кулиджа — Дин Алфанж, Верховный Президент AHEPA

Дин Алфанж принимал участие в работе многих общественных и этнических организаций, в том числе в 1927—1929 годах возглавлял Американо-греческий прогрессивный просветительский союз (AHEPA) — организацию по продвижению интересов американских греков. В годы Второй мировой войны лоббировал поддержку попавшей под тройную германо-итало-болгарскую оккупацию Греции со стороны США.
Возглавлял сионистскую организацию «Committee to Arm the Jewish State» — группу, стремившуюся к снятию оружейного эмбарго в отношении сионистских групп, усилия которых были направлены на создание государства Израиль ещё до обретения этой страной независимости. Также являлся председателем Чрезвычайного комитета по спасению еврейского народа Европы — группы, во время Второй мировой войны занимавшейся спасением жертв Холокоста. Через посредство этих организаций Алфанж настаивал на том, что моральным и религиозным долгом христианина является оказание помощи евреям, оказавшимся жертвами нацизма.
Умер 24 октября 1989 на Манхэттене от рака на 91 году жизни.

## Личная жизнь
С 11 августа 1929 года был женат на Талии Перри, в браке с которой имел сыновей Уитмена Алфанжа и Дина Алфанжа-младшего, ставшего профессором политологии Университета Массачусетса.